# Carles M. Sanuy i Bescós
Carles M. Sanuy i Bescós (Balaguer, 2 agost de 1959) és un poeta, escriptor i activista cultural català. Ha col·laborat amb artistes com Benet Rossell, Josep Guinovart, Carles Santos, Toti Soler o la Companyia Elèctrica Dharma, entre d'altres.

## Obra poètica
- Història circular (Columna, 1985)
- El vast desert (Subcutànies, 1991, Premi Flor Natural als Jocs Florals de Barcelona)
- Jardins d'Al Balaqí (Columna, 1997)
- De les llacunes ermes (Curbet, 2007)
- Les ciutats i els homes (LaBreu, 2009)
- La condició lítia (Adia, 2017, Premi Bernat Vidal i Tomàs de Santanyí)[3]
- L'ordre de les coses (2017, Premi Joan Alcover Ciutat de Palma)[4]
- El llum del cartògraf (Premi Mallorca de Creació Literària 2021)[5]
- De cos present (Llibres del Segle, 2024). Poesia reunida 1985-2018[6]
- Les despulles (Fonoll, 2025). Premi Màrius Torres 2024.